# Спиной к стене (фильм, 1994)
«Спиной к стене» — телефильм, драма режиссёра Джона Франкенхаймера. Сценарий фильма основан на реальных событиях — восстании заключенных в тюрьме Аттика в 1971 году.

## Сюжет
Фильм рассказывает о восстании в тюрьме Аттика, происшедшем в 1971 году. Тюрьма слыла одним из наиболее суровых заведений пенитенциарной системы США. Переполненные камеры, тяжёлые бытовые условия вызывают недовольство содержащихся в Аттике.
Главный герои молодой охранник тюрьмы Майкл Смит — недавно устроившийся на эту работу. Бунт начинается с того, что одного из заключённых поймали за незаконной попыткой приготовить себе еду в камере. Начинается потасовка, перешедшая в бой с охранниками. Заключённым удаётся захватить здание и взять заложников — нескольких охранников, в том числе и Майкла. История рассказывается от его лица.
После того как один из раненых в столкновении скончался, губернатор штата отдаёт приказ полиции и войскам спецназа взять тюрьму под контроль любой ценой. В кровавой бойне гибнет около 40 человек (в том числе 10 заложников), но Аттику удаётся отбить у заключённых.

## В ролях
- Кайл Маклахлен — Майкл Смит
- Сэмюэл Л. Джексон — Джамаль
- Фредерик Форрест — Уисбед
- Энн Хеч — Шэрон
- Гарри Дин Стэнтон — Хэл
- Филип Боско — Освальд
- Дэнни Трехо — Луис

## Премии и номинации
- 1995 — номинация на премию «Золотой глобус»
  - Лучшая мужская роль в мини-сериале или телевизионном фильме (Сэмюэл Л. Джексон)
- 1994 — премия «Эмми»
  - Лучшая работа режиссёра в мини-сериале (Джон Франкенхаймер)
- 1995 — премия Гильдии кинорежиссёров США
  - Лучшая работа режиссёра (Джон Франкенхаймер)